# Двајт (Канзас)
Двајт (енгл. Dwight) град је у америчкој савезној држави Канзас.

## Демографија
По попису из 2010. године број становника је 272, што је 58 (-17,6%) становника мање него 2000. године.
| Група             | 2000.       | 2010.       |
| Белци             | 303 (91,8%) | 246 (90,4%) |
| Афроамериканци    | 1 (0,3%)    | 4 (1,5%)    |
| Азијати           | 2 (0,6%)    | 2 (0,7%)    |
| Хиспаноамериканци | 16 (4,8%)   | 13 (4,8%)   |
| Укупно            | 330         | 272         |